# Rub-A-Dub (Bunny Wailer)
Rub-A-Dub è un album di Bunny Wailer, pubblicato dalla Solomonic/Tuff Gong Records nel 2007.

## Tracce
1. Man and Woman
2. Rub-A-Dub with Me
3. Rub-A-Dub Time (Baddes)
4. Empress
5. Ten to One
6. Love I Can Feel
7. Come Party
8. Dancing Shoes
9. By the Beach
10. Rub-Dub (Stir It Up)
11. High Grade Man
12. Pack Up Yo Trouble

## Musicisti
- Bunny Wailer - voce, percussioni, arrangiamenti